# 寿汉卿
寿汉卿（1915年—1991年），男，浙江诸暨人，中华人民共和国政治人物，曾任中华人民共和国纺织工业部副部长，中国丝绸公司副董事长。